# Kevin Serapio
Kevin José Serapio Oviedo (ur. 9 kwietnia 1996 w Bilwi) – nikaraguański piłkarz występujący na pozycji defensywnego pomocnika, reprezentant Nikaragui, od 2015 roku zawodnik Managui.